# Gioele (profeta)
Gioele (in ebraico יואל‎?, Yoel; in siriaco ܝܘܐܝܠ, Yu'il; fl. V secolo a.C.) è stato un profeta ebreo antico.

## Biografia
Il suo nome significa "Yah[weh] è Dio" (o anche Jòel <Jahwe è El>, Jahwe è Dio), combinando il nome di Dio, Yahweh, ed El, venendo quindi usualmente tradotto "colui per il quale Yahweh è Dio", cioè un adoratore di YHWH. Egli fu uno dei profeti minori di Israele, le cui profezie sono riportate nell'omonimo libro biblico. È citato solo una volta nella Bibbia, nell'introduzione al suo breve testo, come figlio di Pethuel (Gioele 1:1).
Le date della sua esistenza sono sconosciute; potrebbe essere vissuto in un arco di tempo che varia dal nono secolo a.C. al quinto secolo a.C., basandosi sulla datazione del suo scritto. Il libro cita i Greci, ma non fornisce molto supporto ai biblisti nella datazione del testo, poiché si sa che i greci avevano avuto accesso al Regno di Giuda sin dal periodo miceneo. Tuttavia, la menzione testuale della sofferenza di Giuda e del Tempio esistente, ha portato alcuni studiosi veterotestamentari a stabilire la data al periodo postesilico, dopo la costruzione del Secondo Tempio. Gioele proveniva originariamente da Giuda/Giudea e, giudicando dall'importanza delle sue profezie, era quasi certamente associato ai rituali del Tempio di Gerusalemme.
Secondo un'antica tradizione, Gioele si dice sia seppellito a Gush Halav (Jish).
La Chiesa cattolica lo venera come santo e lo celebra il 13 luglio nella Messa tridentina ma nel nuovo Martirologio Romano la ricorrenza è stata spostata al 19 ottobre.

## Fede Bahá'í
Gioele è considerato un profeta minore dalla fede Bahá'í. Nel Kitáb-i-Íqán, Bahá'u'lláh afferma che le precedenti profezie di profeti minori come Gioele sono meramente simboliche e non devono essere interpretate letteralmente. Tuttavia la tradizione della venerazione di Gioele (o Gioelle) il Pellegrino, viene tuttora osservata da una minoranza di fedeli Bahá'í in Libano il 23 maggio di ogni anno, col titolo di "festività di Gioele il pellegrino (al hajj)".